# Hans-Jürgen Hohnen
Hans-Jürgen Hohnen (* 1955 in Korschenbroich) ist ein deutscher Beamter außer Dienst. Er war von 2006 bis 2009 Staatssekretär im Ministerium des Innern Landes Brandenburg.

## Leben

### Ausbildung
Hans-Jürgen Hohnen absolvierte von 1978 bis 1981 ein Studium an der Fachhochschule für öffentliche Verwaltung Nordrhein-Westfalen, das er als Diplom-Verwaltungswirt (FH) abschloss. Zudem studierte an der Polizeiführungsakademie in Münster-Hiltrup und steig 1989 in den höheren Dienst auf.

### Laufbahn
Hohnen war nach Aufstieg in den höheren Dienst bis 1992 Dienststellenleiter beim Polizeipräsidium Aachen und beim Landrat Neuss. Anschließend wechselte er als Dezernatsleiter in das Polizeipräsidium Cottbus nach Brandenburg und war ab 1995 Leiter des Führungsstabes zur Bewältigung außergewöhnlicher Lagen in Potsdam. Er kehrte 1997 zurück nach Nordrhein-Westfalen und wurde Stabsleiter beim Polizeipräsidium  Düsseldorf und im März 2000 zum Hauptdezernenten bei der Bezirksregierung Köln.
Im Oktober 2000 übernahm er als Ministerialdirigent die Leitung der Abteilung für Öffentliche Sicherheit und Ordnung, Polizei, Brand- und Katastrophenschutz im Ministerium des Innern des Landes Brandenburg.
Mit Wirkung vom 3. April 2006 wurde Hohnen unter Minister Jörg Schönbohm (CDU) als Nachfolger von Eike Lancelle zum Staatssekretär im Ministerium des Innern des Landes Brandenburg ernannt. Er schied 2009 aus dem Amt aus und Rudolf Zeeb folgte auf ihn.